# Akos Vereckei
Ákos Vereckei est un kayakiste hongrois pratiquant la course en ligne né le 26 août 1977 à Budapest. 

## Résultats

### Jeux olympiques de canoë-kayak course en ligne
- 2004 à Athènes,  Grèce
  -  Médaille d'or en K-4 1000 m

- 2000 à Sydney,  Australie
  -  Médaille d'or en K-4 1000 m

### Championnats du monde de canoë-kayak course en ligne
- 2010 à Poznań,  Pologne
  -  Médaille d'argent en K-2 1000 m

- 2006 à Szeged,  Hongrie
  -  Médaille d'or en K-4 1000 m

- 2003 à Gainesville,  États-Unis
  -  Médaille d'argent en K-4 1000 m

- 2002 à Séville,  Espagne
  -  Médaille de bronze en K-2 1000 m

- 2001 à Poznań,  Pologne
  -  Médaille d'or en K-1 500 m

- 1999 à Milan,  Italie
  -  Médaille d'or en K-1 500 m
  -  Médaille d'or en K-4 1000 m
  -  Médaille de bronze en K-4 500 m

- 1999 à Szeged,  Hongrie
  -  Médaille d'or en K-1 500 m

- 1999 à Dartmouth,  Canada
  -  Médaille d'or en K-4 500 m